# 中國娼妓史
中国历史中最早关于娼妓记载是春秋時代管仲建立的官妓制度:93，漢武帝時加以制度化。陈东原认为中国有妓女真正开始于汉武帝时的营妓。妓女依身份归属可分为宮妓、營妓、官妓、家妓和民妓等。本人与妓院或上级机构存在依附关系，没有人身自由，她们多是罪犯、罪犯家属、贩卖人口或战俘。妓女社会地位低下，而将大臣或敌方的女性家属发配为妓女，亦是君主所使用的惩罚手段。
中国古代“娼妓”本作「倡伎」，本意是歌舞表演中的女演员。許慎《說文解字》有「倡」字無「娼」字。梁朝顧野王《玉篇》始出現「娼」字。

## 上古
據信三皇時代的洪崖妓可為最早有記錄的娼妓，據說在夏桀時其就蓄有將近3萬女樂。而正史所考娼妓之始被視起自殷商的女巫，時身份為巫妓或巫娼，為時人有所斥責認為可能帶起「淫風」、「巫風」，商代還有針對該風氣作立例刑罰。

## 周朝
春秋初期，齊國宰相管仲設“女閭”，《東周策》載：“齊桓公宮中女市七，女閭七百”。《坚瓠集》续集说：“管子治齐，置女闾七百，征其夜合之资，以充国用。此即花粉钱之始也。” 
《吳越春秋》載：“越王句踐輸有過寡婦于山上，使士之憂思者遊之，以娛其意。”《越绝书》说：“独妇山者，勾践将伐吴，徙寡妇置山上，以为死士，未得专一也。后之说者，盖勾践所以游军士也。”
《史记·货殖传》记载：“赵女郑姬，设形容，揳鸣琴，揄长袂，蹑利屣。目挑心招，出不远千里，不择老少者，奔富厚也。”

## 漢朝
《正宗通》引《万物原始说》云：“漢武始置營妓，以待軍士之無妻室者。见《漢武帝外史》”
東漢马融“居宇乐器，多存侈饰。常坐高堂，施降纱帐，前授生徒，后列女乐”，人稱“絳帳教授”。

## 南北朝
《南史》載：齊廢帝“每夜輒開後堂，至營署中淫宴。”

## 唐朝
《南部新書》載：媚川、歙州酒錄事，尚書李曜守歙頗留意，而已納營妓韶光。罷州日，與吳國交代托令存恤，臨發共飲，不勝離情。而已有詩曰：“經年理郡少歡娛，為習干戈問酒徒。今日臨行盡交割，分明收取媚川珠。”吳答曰：“曳履優容日日欢，須言達德倍汍瀾。韶光今已輸先手，領得蠙珠掌內看。”
《南部新書》載唐朝官員在外營妓而生子：“張裼尚牧晉州，外貯營妓，生子曰仁龜，乃與張處士為假子，居江淮間，後裼尚死，仁龜方還長安，曰江淮郎君”。
宋朝龚明之的《中吴纪闻》：“乐天（白居易）为郡时，尝携容满、张志等十妓，夜游西湖虎丘寺，尝赋纪游诗。为见当时郡政多暇，而吏议甚宽，使在今日（指宋代），必以罪闻矣！”
杜甫有《陪諸貴公子丈八溝攜妓納涼晚際遇雨二首》;
李白則作《秋猎孟诸夜归置酒单父东楼观妓》之詩。
王仁裕《开元天宝遗事》载：“长安有平康坊，妓女所居之地，京都侠少萃集于此，兼每年新进士红笺名纸游谒其中，时人谓此坊为风流薮泽。”
《唐逸史》云：“有李生者，其舅姓卢，有道术，邀诣其居，曰求得一妓，善箜篌，令侍饮。箜篌上有朱字曰：‘云中辨江树，天际识归舟。’后娶陆长源女，乃所见于卢家者，果善箜篌，朱字宛然。李生具说旧事，女曰：‘往尝梦为仙官所追，如生所言。’”

## 宋朝
《复斋漫录》云：“今诗人咏妇人者，多以歌舞称戏。粮元帝《妓应令》诗云：‘歌清随涧响，舞影向池生。’刘孝绰《看妓》诗云：‘燕姬臻妙舞，郑女爱清歌。’”
嘉祐元年二月，欧阳修出使契丹返回，路经大名府，贾昌朝为他接风“公预戒官妓办词以劝酒，妓唯唯。复使都厅召而喻之，妓亦唯唯。公怪叹，以为山野。既燕，妓舞觞歌以为寿，永叔把盏侧听，每为引满。公复怪之，召问，所歌皆其词也。”。
《东坡志林》记载：苏轼在钱塘做地方官时，“有妓号九尾狐者，一日上状解籍。东坡判云：‘五日京兆，判断自由；九尾野狐，从良任便。’又一名妓亦据例乞求落籍，东坡判云：‘敦召南之化，此意可嘉；空冀北之群，所请不允。’”
杨湜《古今词话》载：“苏子瞻守钱塘，有官妓秀兰，天性黠慧，善于应对。湖中有宴会，群妓毕集，唯秀兰不至，督之良久方来。问其故，对以结发沐浴，不觉倦睡，忽闻叩门甚急，起而问之，乃乐营将催督也。岂敢怠忽，谨以实告。子瞻已恕之，坐中一倅怒其晚至，诘之不已。时榴花盛开，秀兰折一枝藉手告倅，倅愈怒。秀兰收泪无言，子瞻因作《贺新凉》，令歌以送酒，倅怒顿止。”
王韶罢枢密副使，以礼部侍郎知鄂洲。一日宴客，出家妓奏乐。入夜席，客张绩沉醉，挽家妓。不前，遽拥之。家妓泣诉于韶。座客皆失色。韶徐曰：“此出尔曹以娱客。而乃令客失欢。”命取大杯罚家妓。既而容色不动，谈笑如故。人亦优其量也。
王黼《靖康遗录》曰：“于后园聚花市为山，中列四巷，俱与民间娼家相类。”《东京梦华录·京瓦伎艺》云：“崇观以来，京瓦肆伎艺，……小唱李师师、徐婆惜、封宜奴、孙三四等，诚其角者。”
冯梦龙《古今笑史》有一则“不近妓”的笑话：“两程夫子（即理学家程颢、程颐兄弟）赴一士大夫宴，有妓侑觞。伊川（程颐）拂衣起，明道（程颢）尽欢而罢。次日，伊川过明道斋中，愠尤未解。明道曰：‘昨日座中有妓，吾心中却无妓；今日斋中无妓，汝心中却有妓。’”
吴自牧《梦梁录》明有“绍兴间，杨沂中因驻军多西北人，是以于城内外创立瓦舍，招集妓乐以为军卒暇日娱戏之地。今贵家子弟郎君，因此荡游破坏，尤甚于汴都。杭之瓦舍，城内外不下十七处”。
《宋史》仁宗本纪天圣元年：“诏裁造院女工及营妇配南北作坊者，并释之。听自便。”
柳永自稱“奉旨狎妓柳三變”。
陆友仁《砚北杂志》卷下记范成大赠青衣小红给姜夔。姜夔有诗曰：“自作新词韵最娇，小红低唱我吹箫。”
陆游《渭南文集》卷三十八墓志铭“朝奉大夫直秘阁张公墓志铭”中记张瑨“得临安营妓，与之归，遂欲弃妻出子……”。
《西湖游览志馀》记载歌妓因赞美兩位美少年而惨遭主人杀害。（賈）似道居湖上，一日倚楼闲眺，诸姬皆从。有二人道装羽扇乘小舟游湖登岸。一姬曰：“美哉二少年。”似道曰：“汝愿事之，当留纳聘。”姬笑而不言。逾时，令人捧一盒唤诸姬至前，曰：“适方为某姬受聘。”启视之，乃姬之首也。诸姬股栗。

## 元朝
马可·波罗说，在元朝首都大都（今北京），“凡卖笑妇女，不居城内，皆居附郭……计有二万有余，皆能以缠头自给，可以想见居民之众”（冯承钧译《马可·波罗行记》，上海书店出版社，2001，358页）。杭州原是南宋的都城，江南最大的城市。当地游手好闲之徒活动于“娼优构栏酒肆之家”（《元典章》卷57《刑部十九诸禁·禁豪霸·札忽儿歹陈言三件》）。马可·波罗特别提到那里的妓女，他说：“其数之多，未敢言也，不但在市场附近此辈例居之处见之，全城之中皆有。衣饰灿丽，香气逼人，仆妇甚众，房舍什物华美。此辈工于惑人，言词应对皆适人意，外国人一旦涉足其所，即为所迷，所以归去之后，辄谓曾至大堂之城行在，极愿重返其地。”（《马可·波罗行记》，359页）

## 明朝
明代社会风气糜烂，朝廷对娼妓课税。謝肇淛《五雜俎》說：“今時娼妓滿布天下，其大都會之地，動以千百計。其他偏州僻邑，往往有之。終日倚門賣笑，賣淫為活，生計至此，亦可憐矣！而京師教坊官收其稅錢，謂之脂粉錢。隸郡縣者，則為樂戶，聽使令而已。唐、宋皆以官妓佐酒，國初猶然。至宣德初始有禁，而縉紳家居者，不論也。故雖絕跡公庭，而常充牣裏。又有不隸于官，家居而賣姦者，俗謂之‘私窠子’，蓋不勝數矣！”
《梅圃余谈》上说：“近世风俗淫靡，男女无耻。皇城外娼肆林立，笙歌杂遝，外城小民度日艰难者，往往勾引丐女数人，私设娼窝，谓之窑子。室中天窗洞开，择向路边屋壁作小洞二三，丐女修容貌，裸体居其中，口吟小词，并作种种淫秽之态。屋外浮梁子弟，过其处，就小洞窥视，情不自禁，则叩门而入，丐女队裸而前，择其可者投钱七文，便携手登床，历一时而出。”

## 清朝
雍正七年（1729年），改教坊司为和声署，各地乐户皆除籍为民。
乾隆時发布上谕称：“此四恶者，劫人之财，戕人之命，伤人之肢体，破人之家，败人之德，为善良之害者，莫大于此。”
《燕台评春录》说：“嘉道中六街禁令严；歌郎比户，而平康录事不敢侨居。士大夫亦恐罹不测，少昵妓者。”“道光以前，京师最重像姑，绝少妓寮”。
《京华春梦录》：“清光绪中叶，斯时歌郎像姑之风甚炽，朝士大夫均以挟妓为耻”。
杭州人施鸿保在福建时，见福州有女子于船上卖淫：“南台有一种船，其篷以板为之。前后有门，左右有窗，中有床榻几案，妙妓三五，随以应客，第往还于洪塘水口间，名曰躺船。凡迎送官吏及富商大贾皆雇之，红灯绿酒，脆竹清丝，选梦征歌，销魂荡魄，不啻粤之绿篷、浙之红亭也。”
《清稗类钞》記载：“潮州嘉应曲部中，半皆蜑户女郎……生女，则视貌之妍媸，或自留抚蓄，或卖之邻舟，父母兄弟，仍时相过问。稍长，辄句眉敷纷，押管调丝，盖习俗相沿，有不能不为娼之势”。
袁枚说：“二千年来，娼妓一门，历明主贤臣，卒不能禁，亦犹僧道寺观，至今遍满九州，亦未尝非安置闲民之良策。”
“咸丰时，妓风大炽，胭脂石头等胡同，家悬纱灯，门揭红帖，每过午，香车络绎，游客如云，呼酒送客之声，彻夜震耳。士大夫相习成风，恬不知怪”

## 备注
1. ↑  广义上的官妓包括宮妓、營妓[1]:93。
2. ↑  明成祖在靖难之役后将建文帝大臣的女眷发配为妓，张献忠将蜀王朱至澍儿媳世子妃发配为倡户。